# فرانسوا شنگ
فراسوا شنگ (به فرانسوی: François Cheng) نویسنده، شاعر، مقاله‌نویس، مترجم، محقق و خطاط قرن بیستم میلادی چینی اهل فرانسه است.